# État de surface (optique)
 (août 2023).
La mise en forme du texte ne suit pas les recommandations de Wikipédia : il faut le « wikifier ».
Les points d'amélioration suivants sont les cas les plus fréquents. Le détail des points à revoir est peut-être précisé sur la page de discussion.
- Les titres sont pré-formatés par le logiciel. Ils ne sont ni en capitales, ni en gras.
- Le texte ne doit pas être écrit en capitales (les noms de famille non plus), ni en gras, ni en italique, ni en « petit »…
- Le gras n'est utilisé que pour surligner le titre de l'article dans l'introduction, une seule fois.
- L'italique est rarement utilisé : mots en langue étrangère, titres d'œuvres, noms de bateaux, etc.
- Les citations ne sont pas en italique mais en corps de texte normal. Elles sont entourées par des guillemets français : « et ».
- Les listes à puces sont à éviter, des paragraphes rédigés étant largement préférés. Les tableaux sont à réserver à la présentation de données structurées (résultats, etc.).
- Les appels de note de bas de page (petits chiffres en exposant, introduits par l'outil «  Source ») sont à placer entre la fin de phrase et le point final[comme ça].
- Les liens internes (vers d'autres articles de Wikipédia) sont à choisir avec parcimonie. Créez des liens vers des articles approfondissant le sujet. Les termes génériques sans rapport avec le sujet sont à éviter, ainsi que les répétitions de liens vers un même terme.
- Les liens externes sont à placer uniquement dans une section « Liens externes », à la fin de l'article. Ces liens sont à choisir avec parcimonie suivant les règles définies. Si un lien sert de source à l'article, son insertion dans le texte est à faire par les notes de bas de page.
- La présentation des références doit suivre les conventions bibliographiques. Il est recommandé d'utiliser les modèles {{Ouvrage}}, {{Chapitre}}, {{Article}}, {{Lien web}} et/ou {{Bibliographie}}. Le mode d'édition visuel peut mettre en forme automatiquement les références.
- Insérer une infobox (cadre d'informations à droite) n'est pas obligatoire pour parachever la mise en page.

Pour une aide détaillée, merci de consulter Aide:Wikification.
Si vous pensez que ces points ont été résolus, vous pouvez retirer ce bandeau et améliorer la mise en forme d'un autre article.
 (août 2023).
Si vous disposez d'ouvrages ou d'articles de référence ou si vous connaissez des sites web de qualité traitant du thème abordé ici, merci de compléter l'article en donnant les références utiles à sa vérifiabilité et en les liant à la section « Notes et références ».
En pratique : Quelles sources sont attendues ? Comment ajouter mes sources ?

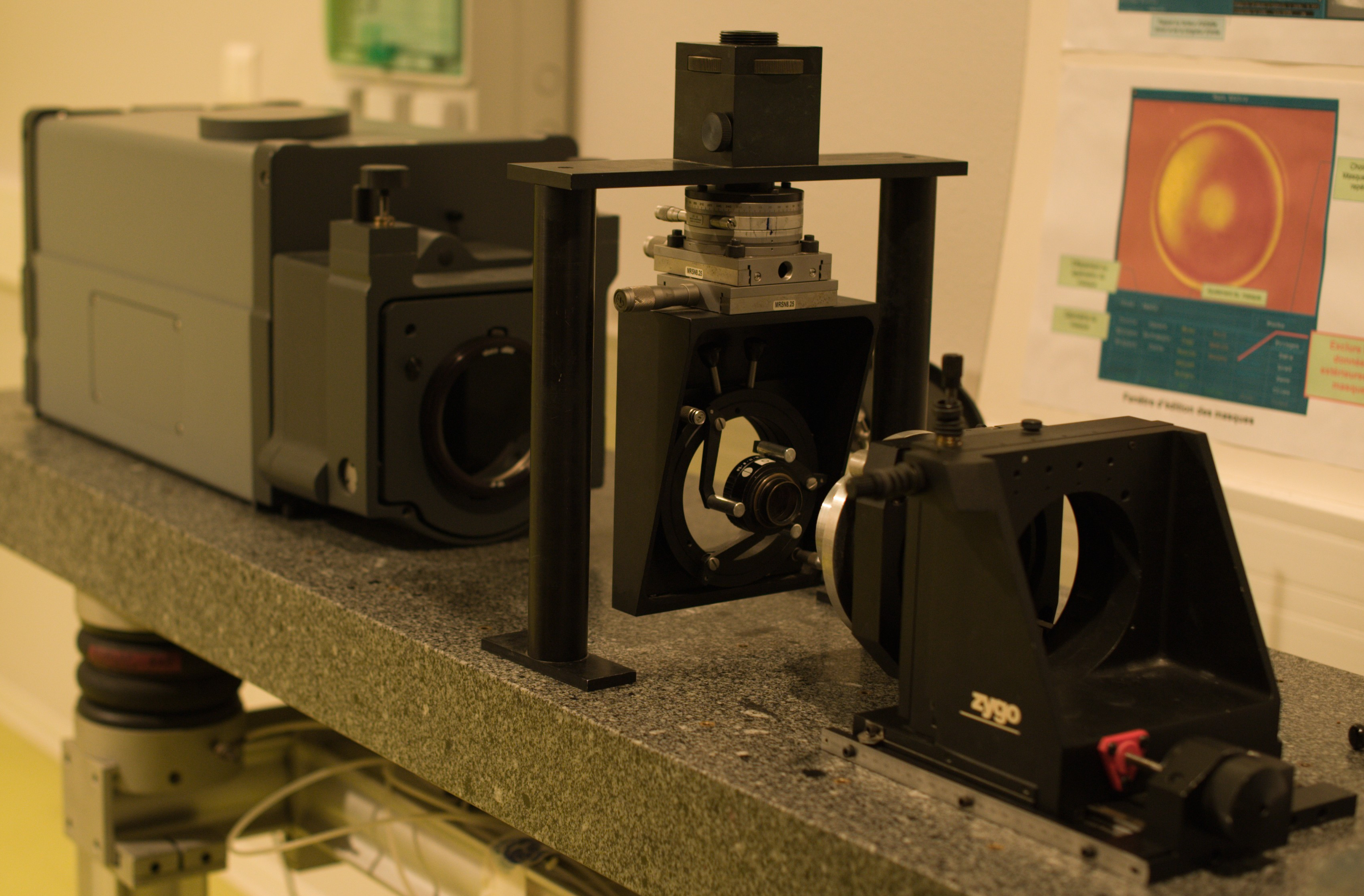
Interféromètre Zygo, utilisé pour le contrôle d'état de surface.

Tout composant optique (miroir, lentille, dioptre) met en jeu des surfaces aux interfaces de différents milieux.
Ces surfaces, considérées parfaites lors de la conception optique, ne le sont pas en pratique. On s'intéresse donc à l'état de surface des composants optiques pour connaître leur qualité.
Les systèmes optiques utilisant un grand nombre de composants souffrent de l'accumulation des défauts de chaque surface.
Certains domaines d'application nécessitent une qualité particulière de l'état de surface des optiques.
Pour ces raisons, des techniques de contrôle de l'état de surface ont été mises au point.
On ne parlera dans cet article que des techniques de contrôle optiques, mais il existe également des techniques mécaniques.
Les composants optiques sont souvent usinés par rodage, ce qui permet d'avoir des surfaces avec peu d'ondulations et une faible rugosité, mais est limité aux formes planes et sphériques.

## Défauts des surfaces optiques
On peut classer les défauts selon les fréquences spatiales associées.

### Les défauts de forme
Il s'agit des défauts de basses fréquences spatiales, ce qui correspond à l'écart à la forme globale souhaitée pour la surface (par exemple plane ou parabolique). Ces défauts entraînent des déformations du front d'onde de la lumière, au même titre que les aberrations.

### Les ondulations
Il s'agit de défauts de moyennes fréquences spatiales.

### La rugosité
Il s'agit des défauts de fréquences spatiales élevées. Une rugosité trop importante provoque des phénomènes de diffusion et de diffraction. La rugosité reflète la qualité du polissage.

### Les défauts locaux
Il s'agit des rayures, piqûres, tâches diverses, défauts de traitement... Ils peuvent être de différentes tailles et formes, et donc provoquer des effets variés : variation d'amplitude de la lumière par occultation ou atténuation, variation de phase, diffraction, perte de contraste.

## Les techniques (optiques) de contrôle de défauts de forme

### Pour les surfaces planes et sphériques
Une surface plane peut être considérée comme une surface sphérique de rayon de courbure infini, c'est pourquoi ces deux types de surfaces sont réunis dans cette même section.

#### Interférométrie
On compare la surface à étudier à une surface de référence, qu'on considère parfaite. Les écarts à cette surface de référence correspondent donc aux défauts à corriger. La surface étalon doit être concave lorsqu'on étudie une surface convexe et inversement. En effet, on met en contact ces deux surfaces et on observe la lumière émergente. Si les deux surfaces ont même sphéricité, et même rayon de courbure, on observe une teinte plate (éclairement uniforme). Dans le cas contraire, les différences entre les surfaces introduisent des différences de marche, on observe donc des franges d'interférence. Ces franges représentent des lignes de niveau de la surface et permettent donc de caractériser sa forme. Les techniques interférométriques permettent de déterminer la forme et l'amplitude du défaut, mais pas toujours son sens (un creux et une bosse peuvent donner la même figure d'interférence).
Afin d'améliorer la précision des observations et de mieux contrôler les conditions d'éclairage, on utilise un interféromètre. Les plus utilisés sont l'interféromètre de Michelson et l'interféromètre de Fizeau.

#### Déflectométrie
Il s'agit de mesurer la pente locale de l'onde émergent de la surface à contrôler. On peut en déduire l'écart à la surface de référence par intégration. Quelques exemples de mesures du front d'onde :
- Les procédés de Foucault.
- L'asphéromètre d'Essilor-Thales-Angénieux utilise la méthode de Ronchi pour mesurer l'aberration transverse au centre de courbure ou au foyer de la surface et en déduit les défauts de forme.
- La méthode de Shack-Hartmann permet d'analyser la surface d'onde par mesures de pentes locales. Il s'agit d'un échantillonnage du front d'onde.
- Mesure des variations d'orientation (déflexion) d'un faisceau laser lorsqu'on déplace celui-ci le long de la surface. On peut utiliser deux faisceaux, l'un des deux servant de référence.

### Pour les surfaces asphériques
On peut utiliser des optiques permettant d'obtenir une surface d'onde asphérique, de la forme de la surface à contrôler. Si cette surface a la forme souhaitée, elle transforme l'onde en question en onde sphérique ou plane. On est donc ramené à l'étude précédente, sur les surfaces sphériques.
Une autre méthode existe, utilisant l'holographie et un interféromètre de Michelson.

## Les techniques (optiques) de contrôle de défauts de rugosité

### Deux types de caractérisation des écarts
On sera en général amené à mesurer des écarts entre la surface à étudier et une surface de référence. Une telle mesure d'écart peut être donnée en valeur crête à crête (Peak-to-Valley) ou en valeur quadratique moyenne (RMS, pour l'anglais Root Mean Square).

### Profilométrie interférométrique
On utilise deux faisceaux laser légèrement décalés en fréquence. L'un est fixe et sert de référence. L'autre décrit une trajectoire circulaire sur la surface à contrôler. On déduit l'état de polissage de la surface de mesures de déphasage.